# بنینگن
بنینگن (به آلمانی: Benningen) یک شهر در آلمان است که در اونترالگوی واقع شده‌است. بنینگن ۲٬۰۹۶ نفر جمعیت دارد.